# Андији (Приморски Шарант)
Андији (фр. Andilly) насеље је и општина у западној Француској у региону Поату-Шарант, у департману Приморски Шарант која припада префектури Rochelle.
По подацима из 2011. године у општини је живело 1.999 становника, а густина насељености је износила 69,82 становника/km². Општина се простире на површини од 28,63 km². Налази се на средњој надморској висини од 13 метара (максималној 24 m, а минималној 0 m).

## Демографија
| 1962. | 1968. | 1975. | 1982. | 1990. | 1999. | 2011. |
| ----- | ----- | ----- | ----- | ----- | ----- | ----- |
| 916   | 964   | 1.075 | 1.352 | 1.481 | 1.478 | 1.999 |

График промене броја становника у току последњих година